# Bédjondo
Bédjondo o Bédiondo és una ciutat i la sotsperfectura del Txad, situada a la regió de Mandoul. És el centre administratiu del Departament de Mandoul Occidental.

## Geografia
La ciutat es troba al sud del Txad, a l'oest del riu Gamisi-Mayo-Dolmaji, a una altitud de 378 metres sobre el nivell del mar. El poble està situat a una distància d'aproximadament 444 quilòmetres al sud-est de la capital del país, N'Djamena.

## Població
Segons el cens oficial de 2009, la població de Bediondo era de 52.223 persones (25.280 homes i 26.943 dones). La distribució de la població de la prefectura per rangs d'edat era la següent: el 52,7% eren residents menors de 15 anys, 43,7% tenien entre 15 i 59 anys i 3,6% tenien 60 anys o més.

## Transport
L' aeroport més proper és el de Doba.